# Tetramorium angulinode
Tetramorium angulinode är en myrart som beskrevs av Santschi 1910. Tetramorium angulinode ingår i släktet Tetramorium och familjen myror. Inga underarter finns listade i Catalogue of Life.